# Мизерный, Мартин Васильевич
Мартин-Василь (Мартин Васильевич) Мизерный (укр. Мартин Васильович Мізерний, пол. Martyn Wasyl Mizernyj; 26 февраля 1910, Вербов — 24 августа 1949, Либохора) — украинский националист, сотрудник украинской вспомогательной полиции Третьего рейха и майор УПА, командовавший 26-м тактическим отделением «Лемко» с ноября 1945 по лето 1947.

## Биография
Уроженец села Вербов (ныне в Тернопольской области). Родители: Василий и Анастасия Мизерные. Обучался в Рогатинской украинской гимназии имени князя Владимира Великого. Служил в Войске Польском. В 1931—1934 годах отбывал наказание за антипольскую агитацию. Учился в Праге, состоял в обществах «Просвита», «Пласт», с 1937 года член ОУН, с начала 1939 года командир роты Карпатской Сечи, участвовал в боях против венгерской армии.
Летом 1939 года Мизерный был призван в Военные отряды националистов при вермахте, с 1940 года стал окружным комендантом полиции Санока. В 1941 году его отправили в офицерскую школу полиции в городе Новы-Сонч. В 1942 году по подозрению в антинемецкой деятельности арестован гестапо и отправлен в тюрьму Монтелюпих в Кракове, откуда выбрался 27 июля 1944. После установления контактов с УПА принял звание хорунжего и возглавил 1-й курень 6-го военного округа «Сян», образованный в Лемковщине и Бойковщине. 6 августа его курень принял участие в бою с советскими партизанами Михаила Шукаева у горы Лопенник. В конце августа 1944 года Мизерный под псевдонимом «Рен» отправился в Закарпатье, где стал руководителем местного учебного лагеря.
В сентябре 1944 года Мизерный при переходе Ужокского перевала со своим отрядом столкнулся с венгерским батальоном численностью 400 человек, но разоружил венгров. После вступления советских войск на территорию Чехословакии «Рен» ушёл в подполье, не решившись атаковать части РККА (предполагается, что между венграми и украинскими националистами действовала договорённость не вступать в бой). 29 сентября 1944 во время пребывания куреня УПА «Рена» в Лавочном, которое уже было оставлено венгерским войском, но ещё
не занято РККА, курень Мизерного был внезапно обстрелян миномётным огнём венгров. В ответ «Рен» отправил к венграм делегацию с белым флагом с целью прекратить огонь. Венгры извинились за инцидент, отметив, что по ошибке приняли отряд УПА за большевиков. Ночью с 17 на 18 октября 1944 повстанцы ввязались в бой против милиции в местечке Перегонск, в ходе боя было убито двое повстанцев и ещё несколько ранено.
В конце октября 1944 года Мизерный приказал возвращаться в Западные Карпаты, а в декабре был произведён в поручики. С ноября 1945 года командовал 26-м тактическим отделением «Лемко», который действовал на юго-востоке Закерзонья, в Перемышльском и Ярославском уездах. В подчинении «Рена» были четыре сотни. С января 1946 года Мизерный — сотник УПА, организатор подстаршинской школы.
Летом 1947 г. подразделения Мизерного ведут упорные бои с дивизиями Войска Польского на Закерзонье во время Операции «Висла» и несут тяжелые потери, в результате он вынужден расформировать свои отряды на территории Польши и ТО «Лемко» прекращает своё существование. Летом 1947 года с тремя сотнями Мизерный прорвался с боями на территорию Украины, летом 1948 года прошёл обучение в Дрогобычском районе, в 1949 году по приказу Главного военного штаба УПА Мизерный отправился на Запад к Украинскому главному освободительному совету с материалами.
24 августа 1949 года Мартин Мизерный был тяжело ранен в стычке с МГБ и застрелился, не желая попадать в плен. Посмертно произведён в майоры. Останки были сначала похоронены в Борыне, в 1994 году перезахоронены в селе Яблонов Турковского района.